# Ixchela
Ixchela is een geslacht van spinnen uit de familie trilspinnen (Pholcidae).

## Soorten
Het geslacht kent de volgende soorten:
- Ixchela abernathyi (Gertsch, 1971)
- Ixchela furcula (F. O. P.-Cambridge, 1902)
- Ixchela pecki (Gertsch, 1971)
- Ixchela placida (Gertsch, 1971)
- Ixchela simoni (O. P.-Cambridge, 1898)